# Frank Maus
Frank Maus (* 9. Juni 1937 in Haan; † 1. April 2022) war ein deutscher Pianist, Komponist und Hochschullehrer.

## Leben
Frank Maus wuchs in Solingen auf und studierte nach dem Abitur an der staatlichen Musikhochschule Köln in den Fächern Klavier und Komposition. 1964 war er Solorepetitor an der Wiener Staatsoper und zwei Jahre später Solorepetitor an der Deutschen Oper Berlin. Diese Stellung behielt er bis 1981. Dann wechselte er an die Universität der Künste Berlin, wo er eine Professur erhielt. Von 1967 bis 1989 arbeitete Maus mit Herbert von Karajan zusammen, unter anderem als Coach, musikalischer Berater für die Deutsche Grammophon und EMI sowie als persönlicher Assistent von Karajan.
Ab 2005 arbeitete Frank Maus für einige Jahre als künstlerischer Leiter des seit längerem aufgelösten Conservatory Sanssouci International (COSI) in Potsdam.
Zusammenarbeit bestand außerdem mit Lorin Maazel, Robert Stolz, Leonard Bernstein, Yehudi Menuhin, Daniel Barenboim, Dietrich Fischer-Dieskau, Luciano Pavarotti, Plácido Domingo, Max Rostal, Nathan Milstein und Gregor Piatigorsky. Frank Maus gehörte von 1982 bis 1989 den Berliner Philharmonikern an.

## Werke
- Die große Mauer. Oper. Uraufführung 1993 in Taipei, eine 2. Fassung wurde 1996 in Yokohama aufgeführt.
- Samel e Sanhong. Oper. Uraufführung in Seoul 2004.[3]
- Chopin Nr. 3. Klavierkonzert.
- Dem Menschen Menschlichkeit. Kantate für Bariton und Klavier. Dietrich Fischer-Dieskau gewidmet.
- Zahlreiche Klavier- und Kammermusikwerke in verschiedenen Besetzungen.[1]

## Diskografie (Auswahl)
- 1983: Musik um den Futurismus. Berlin: Akademie der Künste. LP-
- 1988: Music By Erich Itor Kahn. CRI. CD/LP.
- 1989: Antonio Vivaldi: Die vier Jahreszeiten. Hamburg: Deutsche Grammophon. 2CD.
- 1990: Albinoni: Adagio; Pachelbel: Canon. Deutsche Grammophon. CD
- 1991: Berliner Philharmoniker, Rundfunkchor Stockholm, Stockholmer Kammerchor: Joseph Haydn: Die Schöpfung. Berlin Universal Music Entertainment, 2CDs.
- 1997: Johannes Brahms: Ungarische Tänze. Mit Oscar Shumsky. CD. Nimbus.
- 2004: Deutsches Symphonie-Orchester Berlin: Karl Amadeus Hartmann: Wachsfigurenkabinett (fünf kleine Opern). Wergo. 2CD.
- 2006: Klang der Zeiten. Mit Esther Lee. CD. Jubal.
- 2008: Karajan Adagio: Gold. Deutsche Grammophon. 2CD.
- 2013: Karajan Adagio: Music to Free Your Mind. Deutsche Grammophon. 2CD.